# Nagy kerék (antenna)

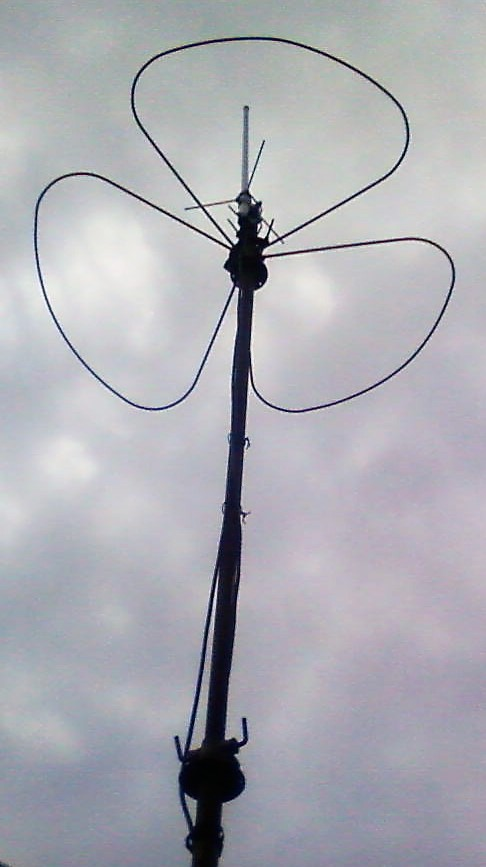
Nagy kerék a 2m-es amatőrsávra méretezve

A Nagy kerék egy olyan körsugárzó antenna, amely vízszintes polarizációjú rádióhullámokat sugároz ki. Ismert még az angol Big wheel néven is.

## Tulajdonságai
A Nagy kerék antennanyeresége 5,7 dB, ami nagyobb, mint egy ground-plane antenna, vagy egy függőleges dipólus antennáé. Az említett antennáktól a sugárzása abban is eltér, hogy vízszintesen polarizált hullámokat sugároz.
A talpponti impedanciája kicsi, 10 Ω körüli. 
Táplálása szimmetrikus. 
Koaxiális kábelhez történő illesztése bonyolult a kis talpponti ellenállás és a szimmetrikus táplálás miatt. 

## Felépítése, méretezése
A Nagy kerék 3 darab párhuzamosan kapcsolt egészhullámú hurokból épül fel. A λ/4 méretű szakaszok nem sugároznak, mivezl ezek párhuzamosak, és ellentétes irányú áramok folynak benne.
A 3 párhuzamosan kapcsolt hurok nagyon kis, 10 Ω körüli eredő impedanciát ad, ezért illesztésre van szükség. A nagyon kis impedancia nagy részét a hurkok közti szórt kapacitások adják, ezt pedig megfelelő, párhuzamos induktivitással lehet kompenzálni. Ez az induktivitás egy induktív csonk formájában kerül bekötésre.
Az induktív csonk egy U alakban meghajlított vezeték, ill. fém szalag:
- Hossza: 0,062λ
- A hajlítás vastagsága: 0,019λ

Pl. a 2m-es (2,07m) rádióamatőr sávra méretezve a vezeték hossza 12,8 cm, a hajlítás vastagsága pedig 3,9 cm-t ad.
Az antenna szimmetrikus táplálású, a hozzá csatlakoztatott koaxiális kábelből közvetlen az antenna után célszerű fojtó-balunt kialakítani.

## Több szintes nagy kerék
Több nagy kerék egymás fölé építésével nagyobb antennanyereséget érhetünk el. Az így készült antenna a nagy kerék csoportantenna, vagy big wheel array. Minél több emeletet helyezünk egymásra, annál nagyobb antennanyereséget érhetünk el.
| Emeletek | Antennanyereség (dB) |
| -------- | -------------------- |
| 1        | 5,7                  |
| 2        | 6,2                  |
| 4        | 8,1                  |

Az emeletek számának növekedése sávszélesség-csökkenést von maga után, valamint bonyolultabb a tápvonalhoz történő illesztése. Az alábbi ábra egy 4 emeletes nagy kereket mutat be: